# District de Nam Đông
Nam Đông est un district rural de la province de Thừa Thiên Huế dans la côte centrale du Nord au Vietnam. 

## Géographie
La superficie du district est de 651 km2. 
Le chef-lieu du district est Khe Tre.